# Горации (опера)
«Горации» (фр. Les Horaces) — опера в трёх актах, написанная Антонио Сальери в 1786 году на либретто Никола-Франсуа Гийяра по сюжету из римской истории Горации и Куриации.
Дата премьеры точно не установлена: по некоторым данным, премьера состоялась в Театре Montansier в Версале 2 декабря 1786 года, по другим данным, в Фонтенбло 2 ноября 1786 года. Согласно Спиру Питу, премьера состоялась 7 декабря 1786 года в Парижской национальной опере.